# Suezichthys aylingi
Suezichthys aylingi е вид лъчеперка от семейство Labridae.

## Разпространение
Видът е разпространен в Австралия и Нова Зеландия.